# Рачинська Наталія Володимирівна
Наталія Володимирівна Рачинська (17 серпня 1970) — українська футболістка та футбольний арбітр. Перша жінка, яка почала працювати у найвищому дивізіоні України (боковий арбітр). Була асистенткою арбітра у фіналі жіночої Ліги чемпіонів 2013/14 «Тюресо» — «Вольфсбург» (арбітром була Катерина Монзуль) і фінал жіночого чемпіонату світу 2015 США — Японія (арбітром була Катерина Монзуль).

## Кар'єра гравчині
У дитинстві Наталія Рачинська займалася легкою атлетикою. Футбольну кар'єру розпочала у складі київського «Динамо». Залучалася до ігор різноманітних жіночих збірних СРСР. У 1991 році, після успішного турне киянок Францією, перейшла до лав місцевої «Тулузи», кольори якої захищала до виходу в декрет у другій половині 90-х. Після народження сина намагалася повернутися до великого спорту, однак через низький рівень української чемпіонату того часу змушена була відмовитися від цього задуму. Розпочинати тренерську кар'єру Наталія категорично не бажала, тож вирішила спробувати себе у футбольному арбітражі.

## Кар'єра арбітрині
У 2000 році Рачинська почала обслуговувати поєдинки регіональних ліг, два роки потому її було допущено до матчів ДЮФЛ та аматорських змагань всеукраїнського масштабу, а у 2003 році Наталія дебютувала на професійному рівні, виконуючи роль асистентки арбітра під час поєдинків другої ліги. З 2007 року обслуговувала ігри першої ліги. Вперше на матчі Прем'єр-ліги працювала 20 березня 2011 року між запорізьким «Металургом» та сімферопольською «Таврією».
7 липня 2011 року в складі суддівської бригади Олександра Дерда обслуговувала поєдинок Ліги Європи 2011/12 між вірменським клубом «Уліссес» та угорським «Ференцварошем», а 26 липня 2012 року працювала на матчі «Анортосіс» — «Левадія», допомагаючи Євгену Арановському.
6 травня 2012 року разом з Анатолієм Абдулою обслуговувала фінал кубка України 2012. 10 липня 2012 року у складі тієї ж бригади працювала на матчі Суперкубка України 2012.
З 10 по 28 липня 2013 року разом з Катериною Монзуль працювала на жіночому чемпіонаті Європи.
22 травня 2014 року разом з Мариною Стрілецькою та Катериною Монзуль обслуговувала фінальний поєдинок жіночої Ліги чемпіонів між шведським «Тиресе» та німецьким «Вольфсбургом».
На початку 2017 року припинила суддівську кар'єру через вікові обмеження для арбітрів.